# أولي كرافايو
أولي كرافايو (بالإنجليزية: Auliʻi Cravalho)‏ (22 نوفمبر 2000)، هي ممثلة ومغنية أمريكية. بدأت حياتها المهنية كممثلة في فيلم موانا سنة 2016. سنة 2018، شاركت لأول مرة في التلفزيون في المسلسل الدرامي رايز بدور ليليت سواريز على قناة إن بي سي.

## النشأة
ولدت أولي في كوهالا بجزيرة هاواي وتملك أصول من هاواي، بورتو ريكو، البرتغال، الصين وأيرلندا. تعيش في ميليلاني، هاواي مع والدتها بواناني كرافايو.

## فيلموغرافيا

### الأفلام
| السنة | الاسم                             | الاسم الأصلي                                | الدور | ملاحظات              |
| ----- | --------------------------------- | ------------------------------------------- | ----- | -------------------- |
| 2016  | موانا                             | Moana                                       | موانا | أداء صوتي            |
| 2017  | موانا: الذهاب إلى الصيد           | Moana: Gone Fishin                          | موانا | فيلم قصير؛ أداء صوتي |
| 2018  | رالف يحطم الإنترنت: رالف المدمر 2 | Ralph Breaks the Internet: Wreck-It Ralph 2 | موانا | أداء صوتي            |

### المسلسلات
| السنة | الاسم  | الاسم الأصلي | الدور        | ملاحظات   |
| ----- | ------ | ------------ | ------------ | --------- |
| 2018  | ارتفاع | Rize         | ليليت سواريز | دور رئيسي |

## الجوائز والترشيحات
| السنة | الجائزة                            | الفئة                                                                   | العمل | النتيجة | مصادر  |
| ----- | ---------------------------------- | ----------------------------------------------------------------------- | ----- | ------- | ------ |
| 2016  | جائزة آني                          | Outstanding Achievement, Voice Acting in an Animated Feature Production | موانا | فوز     | [ 9 ]  |
| 2016  | تحالف صحفيات الأفلام               | أفضل ممثلة رسوم متحركة                                                  | موانا | فوز     | [ 10 ] |
| 2016  | جمعية واشنطن العاصمة لنقاد السينما | أفضل أداء صوتي                                                          | موانا | رُشِّح     | [ 11 ] |
| 2017  | جائزة اختيار الأطفال               | Favorite Frenemies (مع دوين جونسون)                                     | موانا | رُشِّح     | [ 12 ] |
| 2017  | جائزة اختيار المراهقين             | اختيار الفيلم: ممثلة فنتازيا                                            | موانا | رُشِّح     | [ 13 ] |
| 2017  | جائزة اختيار المراهقين             | اختيار الفيلم: نجمة الاندلا                                             | موانا | فوز     | [ 14 ] |